# Anastazy II (patriarcha Jerozolimy)
Anastazy II – szesnasty chalcedoński patriarcha Jerozolimy; sprawował urząd do 706 r..